# 卡鲁塞尔广场
卡鲁塞尔广场（place du Carrousel）是法国巴黎的一个广场，面对卢浮宫，得名于大骑兵展。
1792年8月10日，卡鲁塞尔广场作为杜伊勒里宫和卢浮宫之间的瓶颈地段，挤满了来自巴黎各个角落的兴奋的人群，守卫王宫的瑞士雇佣军徒劳地尽忠职守，付出的代价是高昂的：大约700具尸体被遗弃在地上，庭院、附近的花园，和河堤到处血迹斑斑。拿破仑·波拿巴当时也在推翻君主的人群中，从这一恐怖的图画中得到了教训：出于本能的仇恨的人。1792年8月21日，这里安装了断头台，到1793年5月11日，只有1792年10月13日偷盗王冠的盗贼，和1793年1月21日路易十六的死刑是在革命广场（现为协和广场）执行。共有35人在此上断头台。1793年8月2日，在断头台遗址上安装了一个木制的金字塔。 
今日，卡鲁塞尔凯旋门主宰着这个广场，但由于杜伊勒里宫在1883年消失，这里变得比以往空旷。卡鲁塞尔凯旋门于1806年和1808年之间建成，充当进入杜伊勒里宫的名义上的入口。